# Радмила Петановић
Радмила Петановић (Горњи Милановац, 18. јун 1950) српски је универзитетски професор и академик. Редовни је професор Пољопривредног факултета Универзитета у Београду и редовни члан Српске академије наука и уметности (Одељење хемијских и биолошких наука САНУ). Аутор је више научних чланака, бројних научноистраживачких пројеката, учесник конференција у земљи и иностранству. Теме њеног истраживачког рада су из биологије, таксономије, систематике и филогеније у области акарологије.

## Биографија
Радмила Петановић рођена је 18. јуна 1950. године у Горњем Милановцу. Основну школу и гимназију завршила је у Београду. Дипломирала је 1973. године на Природно-математичком факултету Универзитета у Београду, Одсек биологија. Магистрирала је 1977, а докторирала 1985. године на истом факултету.  Одбранила је магистарску тезу под називом Експериментална провера теорије адитивне генетичке детерминације квантитативних особина на примеру фертилности код Drosophila melanogaster Meig. и докторску дисертацију под насловом Таксономска студија ериофидних гриња лат. Acarida; Eriophyoidea економски значајних биљака у Југославији. 

Научноистраживачки и наставни рад је започела на Пољопривредном факултету 1975. године као асистент на Катедри за ентомологију. За доцента је изабрана 1987. године. Као доцент је самостално формирала курс из области акарологије са посебним освртом на фитоакарологију. Коаутор је и првог уџбеника из ове области Основи акарологије. 
 Изабрана је за ванредног професора 1993. године, а за редовног професора 1998. године.

За дописног члана САНУ изабрана 1. 11. 2012, а за редовног члана изабрана 8. 11. 2018.
Област научне делатности Радмиле Петановић је фитоакарологија, а највећи опус њеног научног рада се односи на таксономију, систематику, филогенију ериофидних гриња (Acari: Prostigmata: Eriophyoidea) облигатних паразита биљака, биолошку контролу корова ериофидама и диверзитет акарофауне Србије и Црне Горе. До сада је  описала  укупно 66 нових врста за светску науку (40 са
простора Србије, 15 из Црне Горе, по једну из Хрватске, Италије, Шпаније,Чилеа, Литваније и Аустралије, две из Грчке и три из Русије) и четири нова рода, Rhinotergum Petanović, 1988 , Boczekiana Petanović, 2000, Loboquintus Chetverikov еt Petanović, 2013 и Eriocenus Petanović et Amrine, 2015. iz grupe Eriophyoidea.

Учествовала је у више научноистраживачких пројеката као руководилац пројекта, подпројекта или пројектних тема. Сарадник је у истраживачким програмима Center for Agriculture and Bioscience International (CABI) са седиштем у Швајцарској, Biotechnology and Biocontrol Agency са седиштем у Италији и European Laboratory for Biological Control USDA са седиштем у Француској. Сарађује са Лабораторијом за акарологију Агрономског универзитета у Варшави (Пољска). 

По Радмили Петановић су названи један нов род Petanovicia Boczek 1996  и две врсте Aceria petanovicae Nalepa 1925  и Abrolophus petanovicae Saboori, Šundić & Pešić 2012.

## Одабрана библиографија

### Научни радови у иностраним часописима
- Malandraki, E. G., R. U. Petanović, N. G. Emmanouel (2004): Descriptions of two New Species of Eriophyid Mites (Acari: Prostigmata: Eriophyidae) Common in Greece and Serbia. Ann. Entomol. Soc. Am. 97, 5:877-881.
- Rančić, D., S. Paltrinieri, I. Toševski, R. Petanović, B. Stevenović, A. Bertaccini (2005): First Report of multiple inflorescence disease of Cirsium arvense and its association with a 16SrIII-B subgroup of phytoplasmas in Serbia. Plant Pathology (2005) 54, 561—561
- Rančić, D., B. Stevanović, R. Petanović, B. Magud, I. Toševski, A. Gassmann (2006): Anatomical injury induced by eriophyid mite Aceria anthocoptes on the leaves of Cirsium arvense. Experimental and Applied Acarology, 38:243-253.
- Petanović, R. U., B. Rector (2007): A new species of Leipothrix (Acari: Prostigmata: Eriophyidae) on Dipsacus spp. in Europe and Reassignment of Two Epitrimerus spp. (Acari: Prostigmata: Eriophyidae) to the Genus Leipothrix. Annals of Entomological Society of America, 100  (2):  157-163.
- Magud, B. D., Lj. Ž. Stanisavljević, R. U. Petanović (2007): Morphological variation in different populations of Aceria anthocoptes (Acari: Eriophyoidea) associated with the Canada thistle, Cirsium arvense, in Serbia. Experimental and Applied Acarology. 42: 173-183. DOI 10 1007/s 10493 007-9085-y.
- Chetverikov,P.E., R.U.Petanović, S.I.Sukhareva (2009): Systematic remarks on eriophyoid mites from the subfamily Phytoptinae Murray,1877 (Acari:Eriophyoidea: Phytoptidae). Zootaxa 2070:63-68
- Vidović, B., Stanisavljević, Lj. Petanović , R. (2010). „Phenotypic variability in five Aceria spp. (Acari: Prostigmata: Eriophyoidea) inhabiting Cirsium species (Asteraceae) in Serbia.”. Experimental and Applied Acarology. 52 (2): 169—181. PMID 20309722. doi:10.1007/s10493-010-9354-z.
- Pećinar, Ilinka; Stevanović, Branka; Rector, Brian G.; Petanović, Radmila (2011). „Micro-morphological alterations in young rosette leaves of Dipsacus laciniatus L. (Dipsacaceae) caused by infestation of the eriophyid mite Leipothrix dipsacivagus Petanovic et Rector (Acari: Eriophyoidea) under laboratory conditions”. Arthropod-Plant Interactions. 5 (3): 201—208. Bibcode:2011APInt...5..201P. S2CID 8861359. doi:10.1007/s11829-011-9129-4.
- Jočić, I., R.Petanović, B. Vidović (2011): Three new species of eriophyoid mites (Acari:Prostigmata:Eriophyoidea) from Montenegro. Zootaxa  2828:38-50.
- Rector, BG., R.U. Petanovic (2012): A new species of Aculops (Acari: Prostigmata: Eriophyidae) from Serbia on Dipsacus laciniatus L. (Dipsacaceae), a weed target of classical biological control in the United States of America. Zootaxa 3192:59-66.
- Chetverikov, P.E., Beaulieu, Cvrković, T., Vidović, B., Petanović, R. (2012). „Oziella sibirica (Acari: Eriophyoidea: Phytoptidae), a new eriophyoid mite species described using confocal microscopy, COI barcoding and 3D surface reconstruction”. Zootaxa. 3560: 41—60.
- Chetverikov, Philipp E.; Cvrković, Tatjana; Vidović, Biljana; Petanović, Radmila U. (2013). „Description of a new relict eriophyoid mite, Loboquintus subsquamatus n. gen. & n. Sp. (Eriophyoidea, Phytoptidae, Pentasetacini) based on confocal microscopy, SEM, COI barcoding and novel CLSM anatomy of internal genitalia”. Experimental and Applied Acarology. 61 (1): 1—30. PMID 23494457. S2CID 254252713. doi:10.1007/s10493-013-9685-7.
- Asadi, Ghorbanali; Ghorbani, Reza; Cristofaro, Massimo; Chetverikov, Philipp; Petanović, Radmila; Vidović, Biljana; Schaffner, Urs (2014). „The impact of the flower mite Aceria acroptiloni on the invasive plant Russian knapweed, Rhaponticum repens, in its native range”. Biocontrol. 59 (3): 367—375. Bibcode:2014BioCo..59..367A. S2CID 254286362. doi:10.1007/s10526-014-9573-z.
- Vidović, Biljana; Jojić, Vida; Marić, Ivana; Marinković, Slavica; Hansen, Richard; Petanović, Radmila (2014). „Geometric morphometric study of geographic and host-related variability in Aceria SPP. (Acari: Eriophyoidea) inhabiting Cirsium SPP. (Asteraceae)”. Experimental and Applied Acarology. 64 (3): 321—335. PMID 24943490. S2CID 254265668. doi:10.1007/s10493-014-9829-4.
- Petanović, R. U.; Amrine Jr, J. W.; Chetverikov, P. E.; Cvrković, T. K. (2015). „Eriocaenus (Acari: Trombidiformes: Eriophyoidea), a new genus from Equisetum SPP. (Equisetaceae): Morphological and molecular delimitation of two morphologically similar species”. Zootaxa. 4013 (1): 051—066. PMID 26623881. doi:10.11646/zootaxa.4013.1.3.
- Chetverikov, P. E.; Cvrković, T.; Makunin, A.; Sukhareva, S.; Vidović, B.; Petanović, R. (2015). „Basal divergence of Eriophyoidea (Acariformes, Eupodina) inferred from combined partial COI and 28S gene sequences and CLSM genital anatomy”. Experimental and Applied Acarology. 67 (2): 219—245. PMID 26126634. S2CID 254266065. doi:10.1007/s10493-015-9945-9.
- Vidović, Biljana; Cvrković, Tatjana; Marić, Ivana; Chetverikov, Philipp E.; Cristofaro, Massimo; Rector, Brian G.; Petanović, Radmila (2015). „A New Metaculus Species (Acari: Eriophyoidea) on Diplotaxis tenuifolia (Brassicaceae) from Serbia: A Combined Description Using Morphology and DNA Barcode Data”. Annals of the Entomological Society of America. 108 (5): 922—931. doi:10.1093/aesa/sav076.
- Cvrković, Tatjana; Chetverikov, Philipp; Vidović, Biljana; Petanović, Radmila (2016). „Cryptic speciation within Phytoptus avellanae s.l. (Eriophyoidea: Phytoptidae) revealed by molecular data and observations on molting Tegonotus-like nymphs”. Experimental and Applied Acarology. 68 (1): 83—96. PMID 26530992. S2CID 254258962. doi:10.1007/s10493-015-9981-5.
- Chetverikov, P. E., Petanović, R. U. (2016). „Zootaxa”. 4144 (2): 211—226. Непознати параметар |DUPLICATE_title= игнорисан (помоћ)
- Vidovic, Biljana; Cvrkovic, Tatjana; Rancic, Dragana; Marinkovic, Slavica; Cristofaro, Massimo; Schaffner, Urs; Petanovic, Radmila (2016). „ Eriophyid mite Aceria artemisiifoliae sp.nov. (Acari: Eriophyoidea) potential biological control agent of invasive common ragweed, Ambrosia artemisiifolia L. (Asteraceae) in Serbia.”. Systematic and Applied Acarology. 21 (7): 919. S2CID 88925538. doi:10.11158/saa.21.7.6.
- Chetverikov, P. E., Petanović, R. U. 2016. New observations on early-derivative mite Pentasetacus araucariae (Schliesske, 1985) (Acariformes: Eriophyoidea), infesting relict gymnosperm Araucaria araucana. Systematic & Applied Acarology . 21 (8): 1157—1160. Недостаје или је празан параметар |title= (помоћ)
- Petanović, R. U. (2016) Towards an integrative approach to taxonomy of Eriophyoidea (Acari:Prostigmata) - an overview. Ecologica Montenegrina. Special Issue:  Advances in zoology : papers dedicated to the memory of academician  Božidar Ćurčić ,Vol. 7:580-599.
- Chetverikov, P. E. & Petanović, R. U. (2016) Longest endoparasitic eriophyoid	 mite(Acari,Eriophyoidea): description of Novophytoptus longissimus n. sp. and remark on size limits in eriophyoids. Systematic & Applied Acarology. 21(11) 1547–1563.
- Živković, Zlata; Vidović, Biljana; Jojić, Vida; Cvrković, Tatjana; Petanović, Radmila (2017). „Phenetic and phylogenetic relationships among Aceria spp. (Acari: Eriophyoidea) inhabiting species within the family Brassicaceae in Serbia”. Experimental and Applied Acarology. 71 (4): 329—343. PMID 28429108. doi:10.1007/s10493-017-0128-8.
- Acarologia. 58 (1): 3—14. doi:10.24349/acarologia/20184423 (неактивно 2. 6. 2025). Недостаје или је празан параметар |title= (помоћ)
- Marinković, Slavica M.; Chetverikov, Philipp E.; Hörweg, Christoph; Petanović, Radmila (2018). „Supplementary description of three species from the subfamily Cecidophyinae (Eriophyoidea: Eriophyidae) from the Nalepa collection”. Systematic and Applied Acarology. 23 (5): 838. S2CID 90020150. doi:10.11158/saa.23.5.5.
- De Lillo, Enrico; Vidović, Biljana; Petanović, Radmila; Cristofaro, Massimo; Marini, Francesca; Augé, Matthew; Cvrković, Tatjana; Babić, Emilija; Mattia, Chiara; Lotfollahi, Parisa; Rector, Brian (2018). „A new Aculodes species (Prostigmata: Eriophyoidea: Eriophyidae) associated with medusahead, Taeniatherum caput-medusae (L.) Nevski (Poaceae)”. Systematic and Applied Acarology. 23 (7): 1217. S2CID 89660158. doi:10.11158/saa.23.7.1.
- Marić, Ivana; Međo, Irena; Jovanović, Slobodan; Petanović, Radmila; Marčić, Dejan (2018). „Spider mites (Acari: Tetranychidae) in protected natural areas of Serbia”. Systematic and Applied Acarology. 23 (10): 2033—2053. S2CID 91591125. doi:10.11158/saa.23.10.12.
- Smith, Lincoln; Cristofaro, Massimo; Bon, Marie-Claude; De Biase, Alessio; Petanović, Radmila; Vidović, Biljana (2018). „The importance of cryptic species and subspecific populations in classic biological control of weeds: A North American perspective”. Biocontrol. 63 (3): 417—425. Bibcode:2018BioCo..63..417S. S2CID 254285990. doi:10.1007/s10526-017-9859-z.

### Научни радови у српским научним часописима
- Petanović, R., i D. Marinković (1978): Eksperimentalna provera klasične teorije i novog modela koji objašnjava varijabilnost kvantitativnih osobina. Genetika, 10: 151-164.
- Petanović, R. (1980): Neke morfološke karakteristike značajne za determinaciju vrsta Panonychus ulmi Koch. i Panonychus citri Mc Gregor (Tetranychidae, Acarina). Arhiv za poljoprivredne nauke, 4, 143: 517-522.
- Petanović, R., K. Dobrivojević i M. Lukić (1983): Populaciona dinamika crvene voćne grinje Panonychus ulmi Koch. u različitih sorti jabuke. Zaštita bilja, 34 (4), 166: 457-481.
- Dobrivojević, K. i R. Petanović (1985): Eriofidna grinja lista maline Phyllocoptes gracilis (Nal.) (Eriophyoidea, Acarina) malo poznata štetočina u Jugoslaviji. Zaštita bilja, 36(3),173:247-254.
- Petanović, R. i M. Šestović (1987): Pesticidi za suzbijanje eriofidnih grinja. Pesticidi, 2: 3-12.
- Petanović, R., K. Dobrivojević i R. Bošković (1989): Životni ciklus i rezultati suzbijanja leskine grinje Phytoptus avellanae Nal. Acarida: Eriophyoidea). Zaštita bilja, 40 (4), 190: 433-441.
- Petanović, R., Lj. Mihajlović, N. Mihajlović, B. Magud (1997): Reckella celtis Bog. and Aceria bezzi (Corti) (Acari: Eriophyoidea) Two new Species in the Balkan Fauna. Acta Entomologica Serbica 2 (1/2): 95-106.
- Rančić, D. , R. Petanović (2002): Anatomical Alterations of Convolvulus arvense L. Leaves Caused by Eriophyoid Mite Aceria malherbae Nuzz. Acta entomologica Serbica, 7(1/2): 129-136.
- Milenković, S., R. Petanović, D. Jevremović, S. Milijašević, S. Tanasković (2006): Aktuelna istraživanja u oblasti zaštite voćaka. Voćarstvo, 40  (156): (2006,4), 367-378.
- Петановић, Р. (2014):Разноврсност и практични значај фауне Eriophyoidea (Acari:Prostigmata) Србије.  Глас CDXXII  САНУ, Одељење природно-математичких наука, књ.61-2014 стр.173-198 .
- Петановић, Р. Г. Џукић, М.Калезић (2015): На темељима Панчићевог  наслеђа- зоотаксономија и фауна Србије данас.  У: Стевановић, В. (ур.):  Двеста година од рођења Јосифа Панчића. САНУ, Научни скупови, књига CLVIII. Одељење хемијских и биолошких наука књига 8, Институт за проучавање лековитог биља „Јосиф Панчић“ стр.55-85.
- Тошевски, И., Крстић,О.,  Јовић, Ј.,  Видовић, Б., Петановић, Р. (2018): Инсекти и гриње у фауни Србије од значаја за биолошку контролу корова.У: Петановић, Р.(ур.): „Еколошки и економски значај фауне Србије“ , САНУ Научни скупови, књига CLXXI. Одељење хемијских и биолошких наука књига 12, стр. 341-362.

### Научно—стручни радови
- Petanović, R. (1997): Mikofagne grinje. Biljni lekar, 6: 636-639.
- Petanović, R. (1998): Štetne grinje vinove loze. Biljni lekar, 3: 255-261.
- Petanović, R. (1998): Polyphagotarsonemus latus (Banks) nova tropska vrsta štetnih grinja u našoj zemlji. Biljni lekar 4:357-360.
- Petanović, R. (1998): Eriofide kruške. Biljni lekar, 5: 437-442.
- Petanović, R. (2000): Štetne grinje u proizvodnji cvetnih biljnih vrsta u zatvorenom prostoru (I). Biljni lekar, 4: 292-298.
- Petanović, R., P. Vukša (2003): Terminološka neujednačenost i nejednoznačnost u akarologiji. Biljni lekar , 4: 405-410.
- Petanović, R. (2007): Eriofide maline i kupine. Biljni lekar, 1:24-30.
- Petanović, R., B. Vidović (2009): Grinje paučinari (Tetranychoidea) štetočine u zaštićenom prostoru. Biljni lekar, 5:553-561.

### Извештаји
- Gassmann, A., R. Petanović, D. Rančić, G. Maia, B. Magud and I. Toševski (2004): Biological control of canada Thistle (Cirsium arvense). Annual Report 2003. Unpublished Report, CABI Bioscience Switzerland Centre, Delemont, Switzerland.
- Gassmann, A., I. Toševski, R. Petanović, B. Magud, P. Haefliger, V Chevillat and T. Reinhold (2006). Biological control of Canada Thistle, Cirsium arvense. Annual Report 2005. Unpublished Report, CABI Bioscience Switzerland Centre, Delemont, Switzerland.

### Уџбеници, приручници и монографије
- Dobrivojević, K., R. Petanović: Osnovi akarologije, Slovo ljubve, Beograd, 1982, pp. 284.
- Petanović, R.: Eriofidne grinje u Jugoslaviji. Naučna knjiga, Beograd, 1988. pp. 159.
- Petanović, R. i S. Stanković (1999): Catalogue of the Eriophyoidea (Acari: Prostigmata) of Serbia and Montenegro. Acta Entomologica Serbica, special issue, pp. 1–143.
- Petanović, . R.: Štetne grinje ukrasnih biljaka atlas, priručnik, Beografik, Beograd, 2004, pp. 99

### Прилози у монографијама
- Petanović, R. and J. Boczek (1990): Two new species of Eriphyoid mites (Acarida: Eriophyoidea) from Durmitor mountain, Yugoslavia. Fauna Durmitora, sveska 3, Crnogorska akademija nauka i umjetnosti, posebna izdanja, knjiga 23, Odjeljenje prirodnih nauka, knjiga 14: 347-354.
- Petanović, R. and J. Boczek (1991): Three new species of eriophyid mites (Acari: Eriophyoidea) from Durmitor Mountain. Fauna Durmitora, sveska 4, CANU, posebna izdanja, knjiga 24, Odjeljenje prirodnih nauka, knjiga 15: 277-286.
- Mihajlović, Lj., R. Petanović, i M. Ristić (1994): Korisni organizmi u zaštiti bilja. U: Šestović M., N. Nešković i I. Perić (eds) (1994): Zaštita bilja danas i sutra, Društvo za zaštitu bilja Srbije, 345-354.
- Petanović, R. i B. Stojnić (1995): Diverzitet fitofagnih i predatorskih grinja (Eriophyoidea, Tetranychidae i Phytoseiidae, Acari) Jugoslavije. U: Stevanović, V. i V. Vasić eds. (1995): Biodiverzitet Jugoslavije sa pregledom vrsta od međunarodnog značaja. Biološki fakultet - Ekolibri, Beograd, pp. 349–361.
- Bačić, J. and R. Petanović (1995): A study of fluctuations in the spurge Eriophyid mite, Vasates euphorbiae Pet. population. In: Kropczynska, D., J., Boczek, A. Tomczyk, eds. (1995): The Acari. Physiological and Ecological aspects of Acari - Host Relationships. OFICYNA DABOR, Warszawa, pp. 163–171.
- Petanović, R., J. Boczek, S. Jovanović i B. Stojnić (1996): Eriophyoidea (Acari: Prostigmata). Fauna Durmitora, 5, Crnogorska akademija nauka i umjetnosti, Posebna izdanja, knjiga 32, Odjeljenje prirodnih nauka, knjiga 18, Podgorica, 5-42.
- Simova-Tošić, D., R. Petanović, R. Spasić, Lj. Protić, Lj. Anđus i O. Petrović (1997): Insekti i grinje kao potencijalni agensi biološke borbe protiv segetalnih i ruderalnih korova. U: Kojić, M. I Janjić, V.(urednici): Savremeni problemi herbologije. Herbološko društvo Srbije, serija Naučne i stručne publikacije, pp. 175–188.
- Petanović, R.U. 2008. Species diversity of eriophyoid mite species (Acari:Prostigmata) in Serbia- status and perspectives of research. In: S.E. Makarov & R.N.Dimitrijević, (Eds.), Advances in Arachnology and Developmental Biology. Papers dedicated to Prof. Dr.  Božidar Ćurčić.  2008. Inst. Zool. Belgrade; BAS, Sofia; Fac. Life Sci.,Vienna; SASA, Belgrade & UNESCO MAB Committee, Serbia. Vienna-Belgrade-Sofia.  Monographs, 12,297-309.
- Monfreda, R., R.Petanovic, M.Lekveishvili , J.Amrine (2010): Collection and Detection of Eriophyoid Mites. In: Ueckermann,E.A(Ed.). Eriophyoid Mites: Progress and Prognoses, Springer Netherlands, pp. 273–282.
- Petanovic,R., M.Kielkiewicz (2010): Plant-Eriophyoid Mite (EM) interactions: cellular biochemistry and metabolic responses induced in mite-injured plant. Part I. In: Ueckermann,E.A(Ed.). Eriophyoid Mites: Progress and Prognoses, Springer Netherlands, pp. 61–80
- Petanovic,R., M.Kielkiewicz (2010): Plant-eriophyoid mite interactions: specific and unspecific morphological alterations. PartII. In: Ueckermann,E.A(Ed.). Eriophyoid Mites: Progress and Prognoses, Springer Netherlands, pp. 81–91
- Rasplus, Jean-Yves; Villemant, Claire; Rosa Paiva, Maria; Delvare, Gérard; Roques, Alain (2010). „Hymenoptera. Chapter 12”. Biorisk. 4: 669—776. ISSN 1313-2652. doi:10.3897/biorisk.4.55 . (online) 1313-2644

### Уреднички рад
- Заштита биља и Acta Biologica Yugoslavica, члан Издавачког савета
- Actа Entomologica Serbica, Пестициди и фитомедицина, Заштита биља, Archives of Biological Sciences, Ecologica Montenegrina, члан редакционих одбора
- Српска наука данас, у издању фондације „Андрејевић“, члан редакционог одбора
- Фауна репатих водоземаца Србије, Георг Џукић, Тања Д. Вуков, Милош Л. Калезић, САНУ, уредник монографије (2016)[6]
- Еколошки и економски значај фауне Србије, САНУ, уредник зборника научних радова (2018)[7].

## Чланство у стручним удружењима
- Ентомолошко друштво Србије
- Друштво за заштиту биља Србијe
- Друштво еколога Србије
- Српско биолошко друштво
- European Association of Acarologists
- The International Society for Pest Information
- The Acarological Society of America.

## Чланство у одборима САНУ
- Одбор за проучавање фауне Србије - председник
- Одбор за науку - члан
- Одбор за образовање - члан.

## Награде
- Плакета града Београда (1968).[4]
- Захвалница Српског биолошког друштва (2007).[4]
- Диплома Министарства науке и технолошког развоја Републике Србије (2008) као члан тима научника за освојено прво место у области биологија на такмичењу за најбољу технолошку иновацију у Србији.[4]